# José Antonio Guerra Oliva
José Antonio Guerra Oliva (Santiago de Cuba, 9 de agosto de 1979) es un deportista cubano que compitió en saltos de plataforma.
Ganó dos medallas en el Campeonato Mundial de Natación, en los años 2005 y 2009, y cinco medallas en los Juegos Panamericanos entre los años 1999 y 2015.

## Palmarés internacional
| Campeonato Mundial   | Campeonato Mundial      | Campeonato Mundial | Campeonato Mundial     |
| Año                  | Lugar                   | Medalla            | Prueba                 |
| -------------------- | ----------------------- | ------------------ | ---------------------- |
| 2005                 | Montreal (Canadá)       | Medalla de plata   | Plataforma 10 m        |
| 2009                 | Roma (Italia)           | Medalla de bronce  | Plataforma 10 m sincro |
| Juegos Panamericanos |                         |                    |                        |
| Año                  | Lugar                   | Medalla            | Prueba                 |
| 1999                 | Winnipeg (Canadá)       | Medalla de plata   | Plataforma 10 m        |
| 2007                 | Río de Janeiro (Brasil) | Medalla de oro     | Plataforma 10 m        |
| 2007                 | Río de Janeiro (Brasil) | Medalla de plata   | Plataforma 10 m sincro |
| 2011                 | Guadalajara (México)    | Medalla de plata   | Plataforma 10 m sincro |
| 2015                 | Toronto (Canadá)        | Medalla de oro     | Plataforma 10 m sincro |